# Воютино (Московская область)
Воютино — деревня в городском округе Шаховская Московской области.

## Население
| 1859 | 1926 | 2002 | 2006 | 2010 |
| ---- | ---- | ---- | ---- | ---- |
| 284  | ↗316 | ↘15  | ↗18  | ↗25  |

## География
Деревня расположена в южной части округа, примерно в 10 км к югу от райцентра Шаховская, на правом берегу реки Рузы, высота центра над уровнем моря 217 м. Ближайшие населённые пункты — Черленково на противоположном берегу реки и Красное Село в 2 км на восток.
В деревне числится 8 улиц, приписано садоводческое товарищество (СНТ) «Утёс».
Имеется остановка автобусов, идущих до Шаховской

## Исторические сведения
В 1769 году Ваютина — деревня Хованского стана Волоколамского уезда Московской губернии в составе владения Коллегии экономии, ранее Ново-Иерусалимского монастыря. В деревне 15 дворов и 44 души.
В середине XIX века деревня Ваютино относилась к 1-му стану Волоколамского уезда и принадлежала Департаменту государственных имуществ. В деревне было 23 двора, 103 души мужского пола и 114 душ женского.
В «Списке населённых мест» 1862 года — казённая деревня 1-го стана Волоколамского уезда Московской губернии по правую сторону Московского тракта, шедшего от границы Зубцовского уезда на город Волоколамск, в 35 верстах от уездного города, при реке Рузе, с 37 дворами и 284 жителями (139 мужчин, 145 женщин).
По данным на 1890 год входила в состав Серединской волости, число душ мужского пола составляло 117 человек.
В 1913 году — 63 двора.
По материалам Всесоюзной переписи населения 1926 года — центр Ваютинского сельсовета, проживало 316 человек (138 мужчин, 178 женщин), насчитывалось 77 крестьянских хозяйств.
С 1929 года — населённый пункт в составе Шаховского района Московской области.
1994—2006 гг. — деревня Серединского сельского округа Шаховского района.
2006—2015 гг. — деревня сельского поселения Серединское Шаховского района.
2015 г. — н. в. — деревня городского округа Шаховская Московской области.